# 古镇镇
古鎮镇位於中國广东省中山市西北邊陲的镇，西江上與潮連島隔江相望。位於中山、江门、佛山市（顺德区）三市的交汇处。古鎮总面积47.8平方公里，人口 230,405人，由古镇、曹步、海洲三大自然村组成，下辖12个行政村，常住人口15万，是中山市的一個重要產業文化城鎮，毗邻另一中山工业重镇小榄。2011年人均国内生产总值为6.7万元人民币。古鎮以燈飾產業聞名全中國以至國際，有中國燈飾首都的美譽。

## 行政区划
古镇镇下辖以下地区：
古镇社区、古四村、古三村、古二村、古一村、六坊村、七坊村、冈东村、冈南村、曹一村、曹二村、曹三村和海洲村。

## 燈飾業
古鎮在燈飾產業的發展，是始於1970年代，當時古鎮人從事低成本的家庭作業，從一根電線、一條彎管、一隻燈泡、一架燈座制成的簡單台燈起家。家寨式的手工業漸漸發展，到1980年代中國經濟改革開放，很多香港商人看準這裡的商機，港資投入古鎮燈飾業。以第二产业为主，生产制造灯饰为生
2011年，古鎮有近七千多家燈飾企業，五萬多人從事燈飾行業工作。灯饰业总产值达170.8亿元，占全国市场份额60%以上；出口总额5.0亿美元。
古鎮鎮燈飾產品種類多元化，燈飾設備不但內銷，還銷向多個海外市場，如美國、中東、南非及歐洲，古鎮燈飾獲頒ISO9002優質證書。

### 國際燈飾博覽會
1999年古鎮舉辦第一屆國際燈飾博覽會，為期6天，參觀人數多達40多萬人次，亦為這個「中國燈飾之都」打響名堂，現在古鎮鎮已成為世界最大燈飾集散地之一。其後古鎮亦在2002年和2004年舉辦第二及第三屆國際燈飾博覽會。

## 外部連結
- 古鎮鎮人民政府官方網站